# 石龙乡 (中江县)
石龙乡，是中华人民共和国四川省德阳市中江县曾经下辖的一个乡。2019年12月，撤销石龙乡，将原石龙乡兴石社区、石龙村、五里桥村、鱼山村、凤沟村、柏湾村、古林村、青林村、银水村所属行政区域划归联合镇管辖，将原石龙乡群贵村、金江村、赛金村所属行政区域划归通山乡管辖。

## 行政区划
石龙乡撤销前下辖以下地区：
兴石社区、石龙村、五里桥村、鱼山村、凤沟村、柏湾村、古林村、青林村、赛金村、金江村、群贵村和银水村。